# Prachtpalpje
Het prachtpalpje (Floronia bucculenta) is een spinnensoort uit de familie van de Hangmat- en dwergspinnen (Linyphiidae). De wetenschappelijke naam van de soort werd, als Araneus bucculentus, in 1758 gepubliceerd door Carl Alexander Clerck.
De soort komt voor van Europa tot in het Verre Oosten en China.